# NGC 22

NGC 22

في الفهرس العام الجديد إن جي سي 22 أو NGC 22 مجرة حلزونية خافتة من القدر (13.6)  في كوكبة الفرس الأعظم تقع على بعد يقدر بحوالي 354 ± 25 مليون سنة ضوئية
(108.5 ± 7.8 مليون فرسخ فلكي). ويقدر قطرها بحوالي 175 ألف سنة ضوئية اكتشفت المجرة في (2 أكتوبر 1883) من قبل الفلكي الفرنسي إدوارد ستيفان.

## وصلات خارجية
- NGC 22 على موقع ويكي سكاي: DSS2, SDSS, GALEX, IRAS, Hydrogen α, X-Ray, Astrophoto, Sky Map, Articles and images